# 30 Minutes
30 Minutes è un singolo del duo musicale russo t.A.T.u., uscito promozionalmente in Europa nel 2003 come terzo estratto dal primo album in studio in lingua inglese 200 km/h in the Wrong Lane.

## Descrizione
Il brano è stato scritto da Ivan Šapovalov, Sergio Galoyan, Martin Kierszenbaum e Valerij Polienko ed è stato prodotto da Kierszenbaum e Robert Orton. Uscì nel 2003 in via promozionale in alcune nazioni europee.
La frase contenuta alla fine della canzone Show Me Love, "mama, papa, forgive me", non fa parte di questo brano, tuttavia appare in alcune versioni del video musicale e anche in molti remix e demo della canzone.
Il brano Dear Anne (Stan Part 2) di Lil Wayne è frutto di un campionato con 30 Minutes.

## Video musicale
Nel video, diretto da Ivan Šapovalov, Lena Katina è seduta su una giostra a cavalli, mentre bacia un ragazzo, le cui mani, inquadrate in primo piano, stringono il sedere della giovane; la gonna viene tolta e, mentre continuano a baciarsi, Lena appoggia il seno sul torace del ragazzo, entrambi seminudi (questa scena appare solamente nella versione non censurata del video ed è interpretata da una controfigura della giovane cantante).
Altre scene comprendono Julia Volkova che, dopo aver visto Lena baciarsi con il ragazzo, si chiude nel bagno della scuola e costruisce una grezza bomba ad orologeria che infilerà di nascosto nello zainetto di Lena. Nel finale del video gli amanti, la giostra e Julia esplodono.
Il videoclip è stato maggiormente trasmesso nella sua versione originale in russo.

## Tracce
CD promo (Europa)
1. 30 Minutes (Album Version) – 3:16
2. 30 Minutes (RagaMix di That Black Remix) – 5:54
3. 30 Minutes (Enhanced Video)

## Successo commerciale
Malgrado l'accoglienza positiva da parte della critica musicale, 30 Minutes non ebbe il successo dei precedenti singoli dell'album, entrando in classifica soltanto in Romania, dove raggiunse il 34º posto nella Romanian Top 100.

## Classifiche
| Classifica (2003) | Posizione massima |
| ----------------- | ----------------- |
| Romania           | 34                |

## 30 minut
30 minut (in russo 30 минут?) è la versione originale in lingua russa della canzone 30 Minutes, uscita nel settembre 2001 come terzo e ultimo singolo estratto dall'album d'esordio in russo 200 po vstrečnoj.
Il brano ebbe un buon successo nel paese d'origine, entrando, dopo la sua pubblicazione nell'autunno del 2001, in rotazione sulle principali stazioni radio russe, come Russkoe Radio, Dynamit, Europa Plus e Love Radio, dove fu molto trasmesso.
Nonostante s'intitoli 30 minut (lett. "30 minuti"), è conosciuto con il titolo Polčasa (in russo Полчаса?, lett. "mezz'ora").

### Video musicale
Il video, diretto da Ivan Šapovalov nel luglio del 2001, è identico alla seguente versione in inglese, poiché le stesse riprese sono state utilizzate successivamente per 30 Minutes. La clip causò diverse polemiche per via della nudità presente al suo interno, che ne costrinsero la censura.
Il video rimase in cima alle hit parade di MTV Russia e Muz-TV tra l'autunno e l'inverno 2001-2002, con oltre 3 000 riproduzioni televisive.

### Classifiche
| Classifica (2001) | Posizione massima |
| ----------------- | ----------------- |
| Russia            | 10                |